# Horní Houžovec

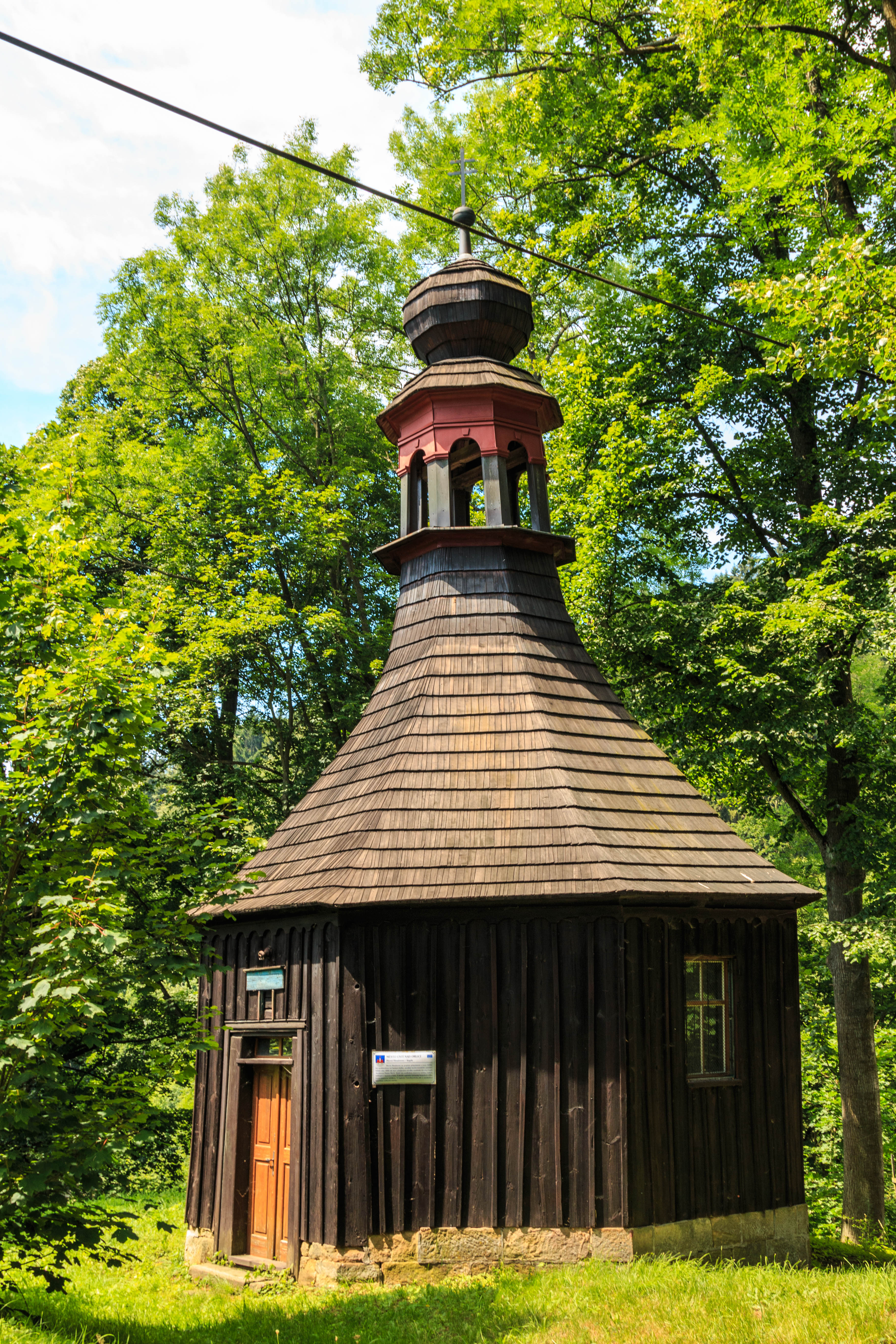
Hölzerne Kapelle Maria Heimsuchung aus der Zeit um 1800 in Horním Houžovci

Horní Houžovec (deutsch: Hertersdorf, auch Herteschtoff und 1292 villa Herterici; auch Haušowec) ist ein Gemeindeteil der Stadt Ústí nad Orlicí im Bezirk Ústí nad Orlicí in der ostböhmischen Region Pardubický kraj in Tschechien.

## Lage
Der Ortsteil ist seiner Form nach ein langgezogenes Sackgassendorf, das 440 m. ü. M. und etwa 5,5 Kilometer östlich von Ústí nad Orlicí entfernt, abgeschieden am Bach Knapovecký entlang liegt. Vom Westen her ist es von Knapovec über eine Straße erreichbar, im Norden wird es von dem 531 Meter hohen Zlatá hora (deutsch ‚Goldberg‘) begrenzt, im Westen von der ‚Leith‘, im Süden vom ‚Getzelberg‘; das Dorftal selber breitet sich zum Osten hin zum ‚Steinbergkamm‘ aus (Kammený vrch, 550 bis 570 Meter Höhe). Im weiteren Umfeld wird das Dorf umrahmt von den Ortsteilen Knapovec, Dolní Houžovec, Horní Dobrouč und Skuhrov u České Třebové.

## Geschichte
Horní Houžovec wurde 1292 erstmals als villa Herterici erwähnt. Die Pestepidemie in Böhmen von 1772 raffte viele Einwohner des Ortes dahin. In Horní Houžovec lebte bis zum Zweiten Weltkrieg eine überwiegend deutschsprachige Bevölkerung. Nach einer Volkszählung von 1930 besaß der Ort damals 64 (nach anderen 61) Häuser mit 282 (nach anderen 294) Einwohnern (davon 273 deutschsprachige, 9 tschechischsprachige). Nach 1945/46 beziehungsweise nach dem Zweiten Weltkrieg wurde die deutschsprachige Bevölkerung vertrieben und die Häuseranzahl reduzierte sich nach einer Zählung von 1950 auf 40 Häuser. Anfang des 21. Jahrhunderts ist die Anzahl der Einwohner nach wie vor weit entfernt von den Bevölkerungszahlen der Vergangenheit (beispielsweise zwischen den Jahren 1850 bis 1930).

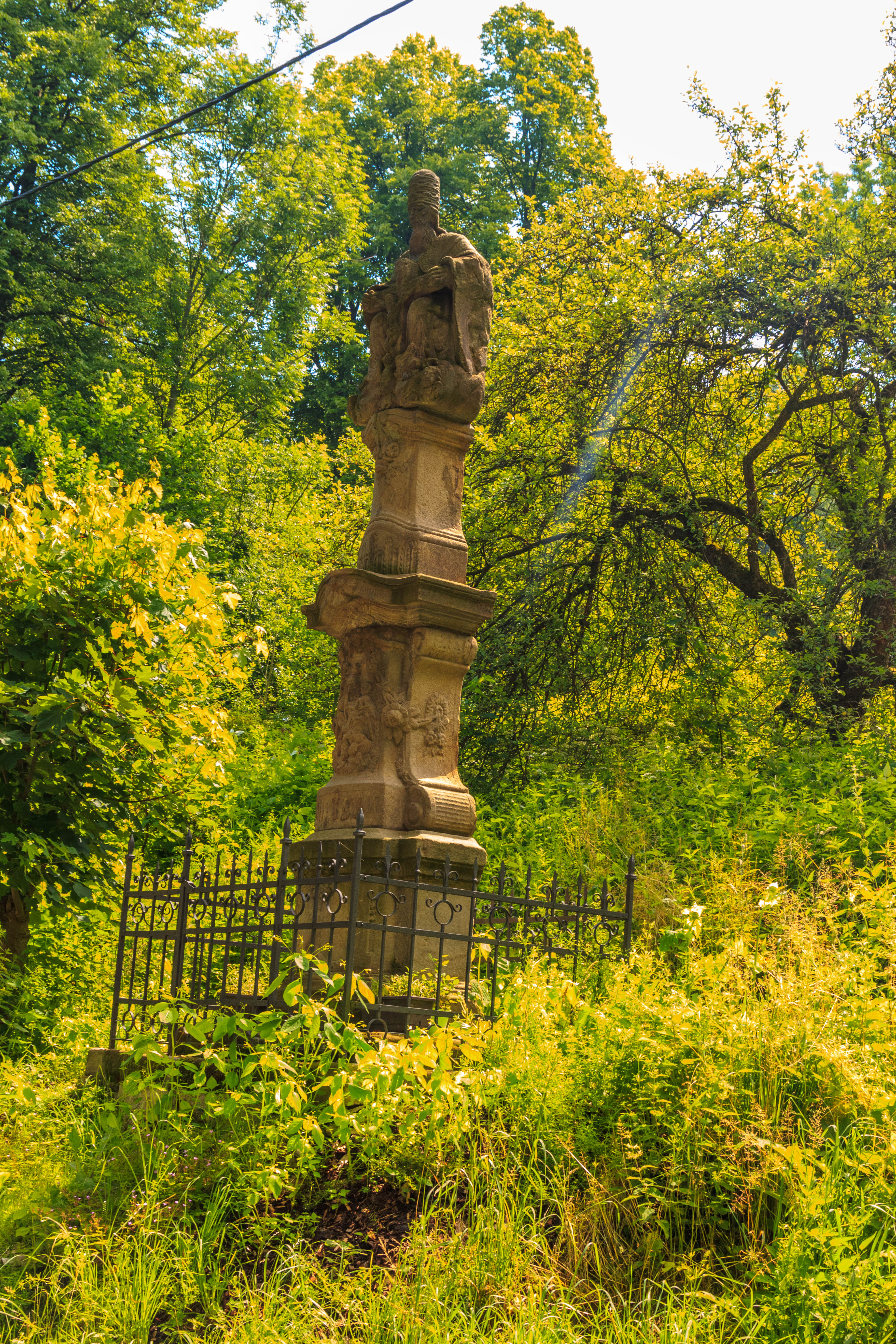
1806: Statue der Heiligen Dreifaltigkeit, auf dem Weg nach Knapovec
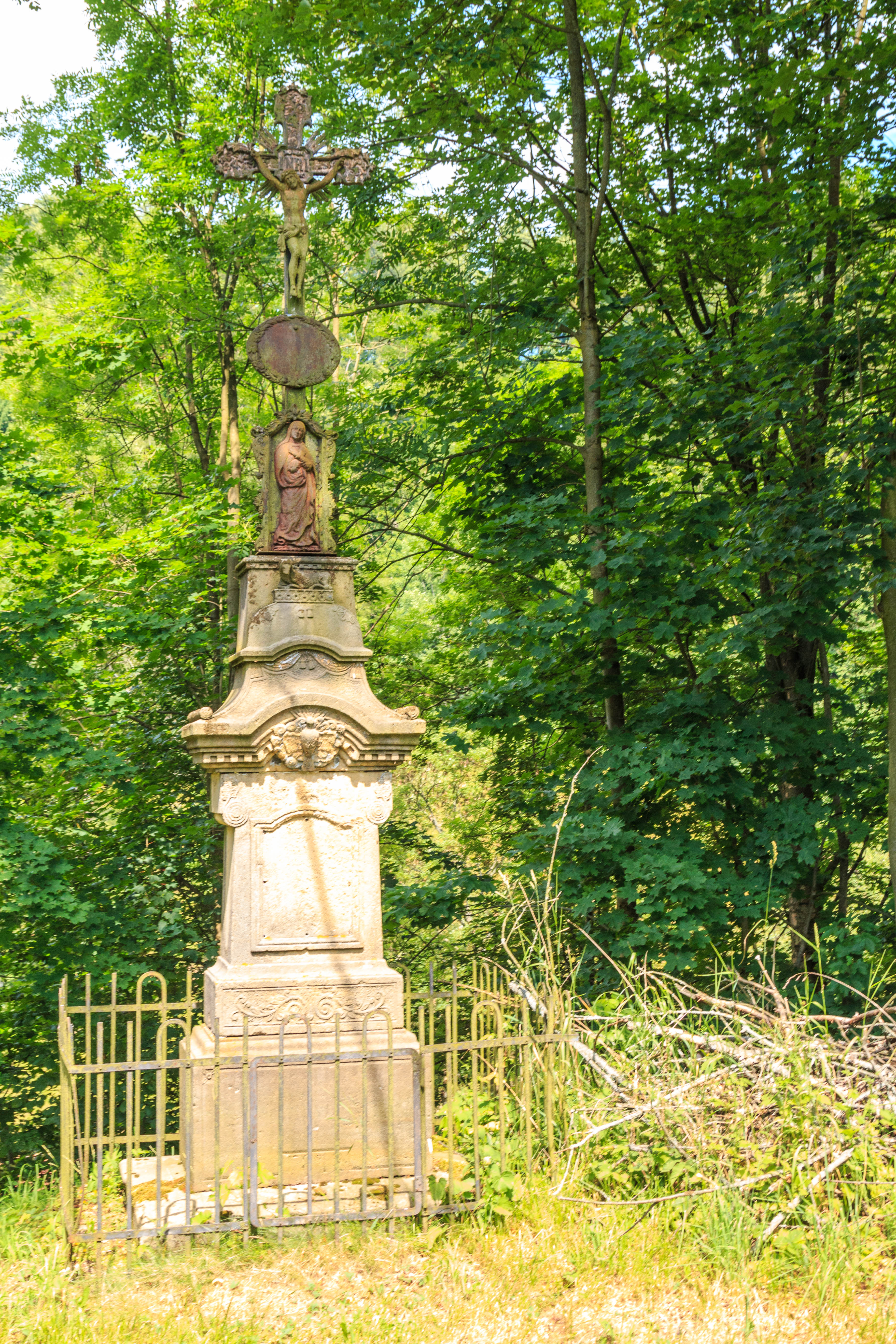
Horní Houžovec – Kreuz an der Kapelle
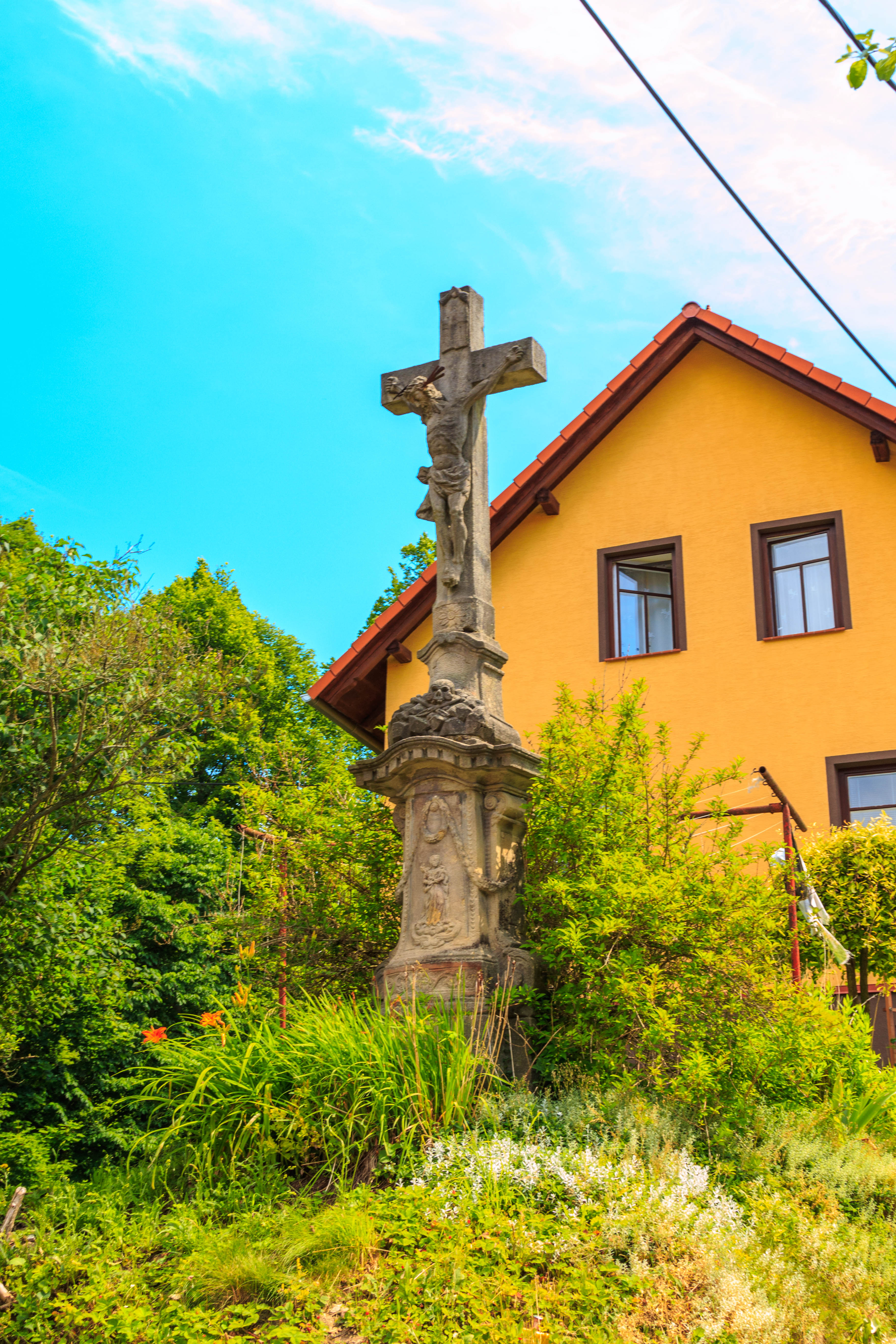
Horní Houžovec – Bildstock
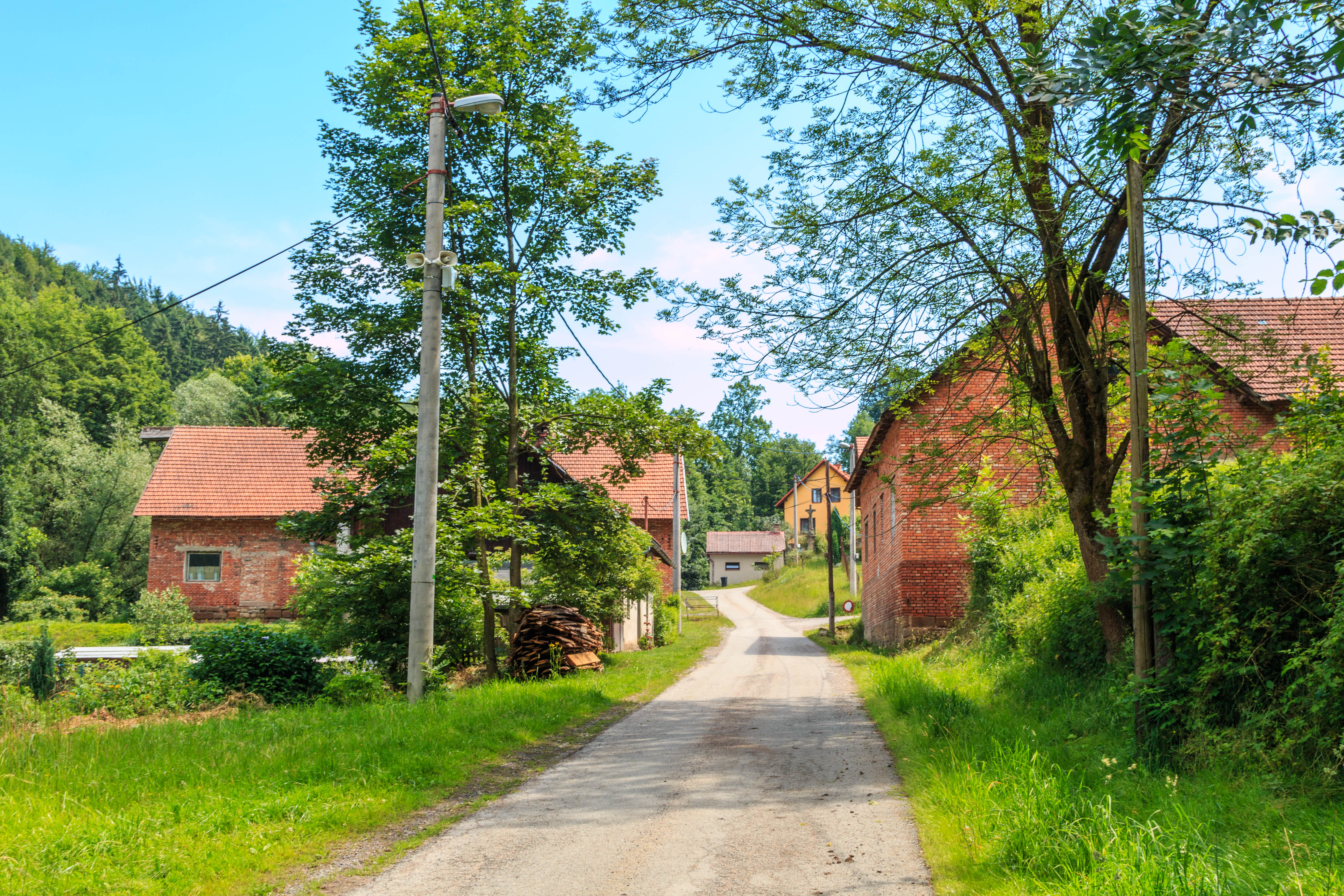
Horní Houžovec – Hausnummer 38
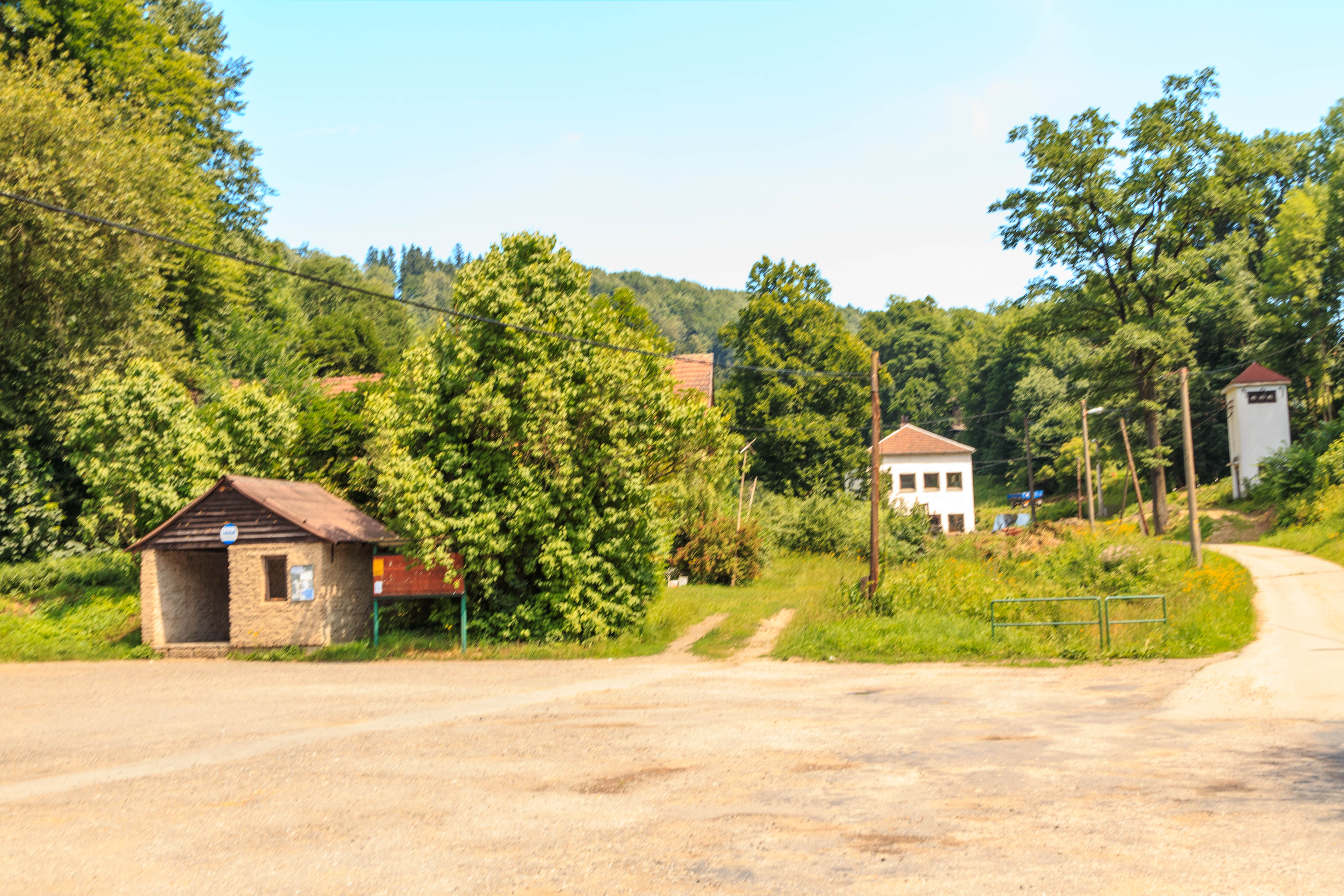
Horní Houžovec – Bushaltestelle

| Jahr          | 1850 | 1869 | 1880 | 1890 | 1900 | 1910 | 1921 | 1930 | 1950 | 1961 | 1970 | 1980 | 1991 | 2001 | 2011 |
| Einwohnerzahl | 415  | 313  | 312  | 328  | 305  | 313  | 310  | 294  | 124  | 98   | 81   | 63   | 49   | 68   | 59   |

## Sehenswürdigkeiten
- Bildstock der Heiligen Dreifaltigkeit aus dem Jahre 1806
- Die hölzerne Kapelle Maria Heimsuchung aus der Zeit um 1800 ist ein wertvolles Beispiel der Volksarchitektur in der Region Ústí nad Orlicí. Sie ist achteckig konstruiert, mit hölzerner Sakristei an der Seite, flacher Decke, bauchiger Kuppel, über dem Giebeldach ein kleiner Glockenturm, die Außenwände mit Brettern in einer Art Nut-Feder-Verbindung ausgekleidet.